# 대전관평중학교
대전관평중학교(大田官坪中學校)는 대한민국 대전광역시 유성구 관평동에 있는 공립 중학교이다.

## 학교 연혁
- 2007년 12월 17일 : 설립 승인(25학급)
- 2008년 3월 3일 : 개교 및 2008학년도 신입생 입학(7학급 237명)
- 2011년 2월 10일 : 제1회 졸업식(8학급 247명)
- 2024년 2월 2일 : 제14회 졸업식(211명) 총 3,165명
- 2024년 3월 4일 : 제17회 입학식(8학급 244명)
- 2024년 9월 1일 : 제8대 유예경 교장 부임

## 참고 자료
- 대전관평중학교 - 한국교육학술정보원 학교알리미